# Ted DiBiase Jr.
Theodore Marvin "Ted" DiBiase Jr. (n. 8 noiembrie 1982) este un fost wrestler american. Ocazional joacă și  ca actor, făcându-și debutul în filmul The Marine 2, un direct-to-DVD lansat în 2009.

## Cariera

### Debut
El a debutat în RAW unde a câștigat Centura Mondială la echipe cu Chody Rhodes.

### 2008
În 2008 Ted DiBiase, Cody Rhodes și Randy Orton au format un trio numit The Legacy.

### 2011
În vara anului 2011 se ceartă cu Rhodes cu care se luptă la Night of Champions pentru Centura Intercontinentală. El pierde, dar îi scoate lui Cody masca de pe față. În urma accidentării revine în ring pe 11 noiembrie unde l-a bătut pe Tyson Kidd.

## Palmares
- Centura Million Dollar Man
- Centura Mondială la Echipe(de 2 ori)-cu Cody Rhodes

### Melodie de intrare
- I come from Money-de S-Preme

### Finisher
- Dream Street